# Mùa bão Tây Bắc Thái Bình Dương 2006
Mùa bão Tây Bắc Thái Bình Dương 2006 là một sự kiện mà theo đó các xoáy thuận nhiệt đới hình thành ở vùng phía tây bắc của Thái Bình Dương. Mùa bão sẽ kéo dài trong suốt năm 2006 với phần lớn các cơn bão hình thành từ tháng 5 đến tháng 11. Bài viết này chỉ đề cập đến các cơn bão hình thành trong phạm vi của Thái Bình Dương ở Bắc Bán Cầu và từ kinh tuyến 100 đến 180 độ. Trong khu vực tây bắc Thái Bình Dương, có 2 cơ quan khí tượng hoạt động độc lập nhau, nên một cơn bão có thể có 2 tên gọi khác nhau. JMA sẽ đặt tên cho một cơn bão khi sức gió duy trì trong vòng 10 phút đạt ít nhất 65 km/h, (40 mph) bất kỳ nơi đây trong vùng đã đề cập trên. Trong khi đó, PAGASA sẽ đặt tên cho một cơn bão khi nó hình thành từ một áp thấp nhiệt đới trong phạm vi giám sát của họ giữa 135°Đ và 115°Đ và giữa 5°B-25°B thậm chí JMA đã đặt tên cho nó. Các áp thấp nhiệt đới được JTWC theo dõi và đặt tên có ký tự "W" phía trước một con số.
Tại Việt Nam bão số 6 (Xangsane) vào Đà Nẵng và số 9 (Durian) vào Nam Bộ gây thiệt hại rất lớn về người và tài sản.

## Danh sách bão

### Áp thấp nhiệt đới Agaton
Cấp bão (Việt Nam): cấp 6 ~ cấp 7 - áp thấp nhiệt đới.
Cấp bão (Nhật Bản): 30 hải lý / 1 giờ - áp thấp nhiệt đới. Áp suất:1000 mbar (hPa).
Cấp bão (Hoa Kỳ): không cảnh báo.

### Áp thấp nhiệt đới 01W (Basyang)
Cấp bão (Việt Nam): cấp 6 ~ cấp 7 - áp thấp nhiệt đới.
Cấp bão (Nhật Bản): 30 hải lý / 1 giờ - áp thấp nhiệt đới. Áp suất:1000 mbar (hPa).
Cấp bão (Hoa Kỳ): 30 hải lý / 1 giờ - bão nhiệt đới.

### Bão Chanchu (Caloy) (Bão số 1)
Cấp bão (Việt Nam): cấp 14 ~ cấp 15 - bão cuồng phong.
Cấp bão (Nhật Bản): 95 hải lý / 1 giờ - bão cuồng phong. Áp suất:930 mbar (hPa).
Cấp bão (Hoa Kỳ): 135 hải lý / 1 giờ - siêu bão cấp 4.
Vào ngày 8 tháng 5, JMA bắt đầu theo dõi một áp thấp nhiệt đới khoảng 175 km (110 dặm) về phía đông bắc của Palau, và sau đó JTWC theo sau phù hợp với việc chỉ định 02W. [14] [15] Vào ngày hôm sau, 02W đã tăng cường thành một cơn bão nhiệt đới, với JMA đặt tên nó là Chanchu. PAGASA cũng đã tuyên bố rằng Chanchu đã vào khu vực của họ, cho tên địa phương là Caloy. Chanchu đạt cường độ bão và đổ bộ vào Samar vào ngày 11 tháng 5, và vài giờ sau, nó tấn công Mindoro ở cường độ bão cấp 2. [14] Khi Chanchu nổi lên Biển Đông, và di chuyển về phía bắc, cơn bão bùng nổ vào cơn bão cấp 4 và đạt cường độ cực đại với gió dài 10 phút 175 km / h (110 dặm một giờ) vào ngày 15 tháng 5. [14] [15 ] [16] Vào ngày 17 tháng 5, Chanchu nhanh chóng suy yếu thành một cơn bão nhiệt đới nghiêm trọng khi nó đổ bộ vào Sán Đầu. Cả JMA và JTWC đã ban hành tư vấn cuối cùng của mình vào ngày 18 tháng 5 vì nó đã trở thành xoáy thuận ngoài nhiệt đới. [14] [15] [16]

Tại Philippines, cơn bão gây ra 41 ca tử vong và tổng cộng 117,6 triệu đô la (thiệt hại 2,15 triệu đô la). [17] Mặc dù Chanchu đã không hạ cánh tại Việt Nam, một số tàu bị chìm và bị mất. Tổng cộng có 18 người, là ngư dân, đã chết. [18] Chanchu cũng là cơn bão mạnh nhất trên hồ sơ Đài quan sát Hồng Kông để vào Biển Đông vào tháng Năm. Chanchu đòi hỏi Tín hiệu Gió mạnh không. 3 ở cả Hồng Kông và Ma Cao. [19] [20] Ở Hồng Kông, tín hiệu lực lượng Gale 8 đáng lẽ phải được nâng lên ít nhất 10 giờ vì các gales bền vững ảnh hưởng đến phần phía Đông của lãnh thổ, nơi gió trung bình hàng giờ đạt 83 km / h, với sức gió đạt trên 100 km / h một số khu vực. Tổng thiệt hại ở Trung Quốc là 7 tỷ yên (872 triệu USD).

### Bão Jelawat (Domeng) (Bão số 2)
Cấp bão (Việt Nam): cấp 8 ~ cấp 9 - bão nhiệt đới.
Cấp bão (Nhật Bản): 40 hải lý / 1 giờ - bão nhiệt đới. Áp suất:996 mbar (hPa).
Cấp bão (Hoa Kỳ): 45 hải lý / 1 giờ - bão nhiệt đới.

### Bão Ewiniar (Ester)
Cấp bão (Việt Nam): cấp 15 - bão cuồng phong.
Cấp bão (Nhật Bản): 100 hải lý / 1 giờ - bão cuồng phong. Áp suất:930 mbar (hPa).
Cấp bão (Hoa Kỳ): 130 hải lý / 1 giờ - siêu bão cấp 4.
Vào ngày 29 tháng 6, một sự xáo trộn nhiệt đới dai dẳng đã được JTWC xếp vào loại trầm cảm nhiệt đới trong khi phía đông của Palau. Trầm cảm di chuyển về phía tây bắc và được nâng cấp lên cơn bão nhiệt đới 04W bởi JTWC vào ngày 30 tháng 6. JMA đã chỉ định cơn bão nhiệt đới Ewiniar vào khoảng thời gian đó. Cái tên "Ewiniar" đã được gửi bởi Liên bang Micronesia, và đề cập đến một thần bão truyền thống của Chuuk.

Ewiniar chịu trách nhiệm cho ít nhất 30 ca tử vong ở Trung Quốc, mà nó quét như một cơn bão. Cơn bão dần dần suy yếu khi nó di chuyển trên vùng biển lạnh hơn, và đổ bộ vào Hàn Quốc vào ngày 10 tháng 7 như một cơn bão nhiệt đới nghiêm trọng. Như Ewiniar chuyển trên toàn quốc, nó trôi qua trong vòng 30 dặm (48 km) của Seoul. Cơn bão đã gây ra mưa lớn gây ra lũ lụt và lở đất ở phía nam của đất nước, giết chết ít nhất sáu người. Ewiniar đã trở thành extratropical trên biển Nhật Bản trong cùng một ngày.

### Bão Bilis (Florita)
Cấp bão (Việt Nam): cấp 12 - bão nhiệt đới dữ dội.
Cấp bão (Nhật Bản): 60 hải lý / 1 giờ - bão nhiệt đới dữ dội. Áp suất:970 mbar (hPa).
Cấp bão (Hoa Kỳ): 50 hải lý / 1 giờ - bão nhiệt đới.
Một sự xáo trộn nhiệt đới ở phía đông bắc của Yap đã phát triển đủ đối lưu để được chỉ định một áp thấp nhiệt đới vào ngày 8 tháng 7. Bạo lực tăng cường thành một cơn bão nhiệt đới vào ngày hôm sau, và được gọi là Bão nhiệt đới Bilis bởi JMA. Từ "Bilis", do Philippines đưa ra, có nghĩa là tốc độ hay sự nhanh nhẹn. PAGASA đã điều trị cơn bão này một cách hoạt động trong một thời gian ngắn vào ngày 13 tháng 7, nhưng nó vẫn chính thức là một cơn bão nhiệt đới khi nó di chuyển theo hướng tây-tây bắc về phía Đài Loan. Sau khi di chuyển qua miền bắc Đài Loan, Bilis đổ bộ vào Phúc Kiến, Trung Quốc lúc 12:50 chiều. CST vào ngày 14 tháng 7, suy yếu thành một áp thấp nhiệt đới trong nội địa vào ngày hôm sau. JMA đã mang hệ thống này trở thành trầm cảm nhiệt đới cho đến ngày 17/7. Bilis mang mưa rất lớn, lũ lụt, lở đất và gió mạnh đến Philippines, Đài Loan và các khu vực Trung Quốc, gây ra 672 người chết và 4,4 tỷ USD (2006 USD) thiệt hại .

### Bão Kaemi (Glenda)
Cấp bão (Việt Nam): cấp 13 ~ cấp 14 - bão cuồng phong.
Cấp bão (Nhật Bản): 85 hải lý / 1 giờ - bão cuồng phong. Áp suất:960 mbar (hPa).
Cấp bão (Hoa Kỳ): 75 hải lý / 1 giờ - bão cuồng phong cấp 1.
Một áp thấp nhiệt đới hình thành vào ngày 18 tháng 7 gần quần đảo Caroline, nó nhanh chóng tăng cường sức mạnh bão nhiệt đới cùng ngày. Vào ngày 19 tháng 7, cơn bão được JMA đặt tên là Kaemi. Tên chính xác Gaemi đã được gửi bởi Hàn Quốc và là một từ tiếng Hàn cho kiến. Nó đã trở thành một cơn bão nhiệt đới nghiêm trọng vào ngày 20 tháng 7, và sâu hơn vào một cơn bão 24 giờ sau đó. Kaemi đổ bộ vào Jinjiang, Phúc Kiến lúc 3:50 chiều. CST vào ngày 25 tháng 7 như một cơn bão tối thiểu.

Lượng mưa lớn ở Đài Loan gây ra lũ lụt và bốn vết thương nhỏ. Mưa cũng giảm mạnh ở miền bắc Philippines. [24] Cơn bão cũng đã giết chết ít nhất 32 người ở Trung Quốc, trong khi 60 người khác bị mất tích. Tổn thất nông nghiệp ở Đài Loan lên đến 73 triệu Đài tệ (2,2 triệu đô la Mỹ). [25] Tổng thiệt hại từ cơn bão lên đến 450 triệu USD.

### Bão Prapiroon (Henry) (Bão số 3)
Cấp bão (Việt Nam): cấp 12 ~ cấp 13 - bão cuồng phong.
Cấp bão (Nhật Bản): 65 hải lý / 1 giờ - bão cuồng phong. Áp suất:970 mbar (hPa).
Cấp bão (Hoa Kỳ): 70 hải lý / 1 giờ - bão cuồng phong cấp 1.
PAGASA đã đặt tên cho một hệ thống ở phía đông của Philippines như là áp thấp nhiệt đới Henry vào ngày hôm sau mà JMA đã công nhận nó là một áp thấp nhiệt đới vào ngày 27 tháng 7. JTWC đã nâng cấp hệ thống này thành một cơn bão nhiệt đới vào sáng ngày 1/8. đã làm như vậy và ban hành Tín hiệu Cyclone nhiệt đới số 1 cùng chiều, và ngay sau khi JMA nâng cấp hệ thống lên Bão nhiệt đới Prapiroon. Cái tên Prapiroon được Thái Lan gửi đến và là tên của một vị thần mưa Thái Lan. JMA đã nâng cấp cơn bão lên một cơn bão nhiệt đới nghiêm trọng vào sáng ngày 2 tháng 8. PAGASA đã ngừng tư vấn về cơn bão ngay sau khi nó rời khỏi khu vực trách nhiệm của mình. JTWC và HKO đã nâng cấp Prapiroon lên một cơn bão vào lúc 3 giờ sáng UTC, trong khi JMA chính thức nâng cấp nó lên một cơn bão lúc 12 giờ tối. UTC (8 giờ tối theo giờ HKT). Prapiroon đòi hỏi Tín hiệu bão nhiệt đới đầu tiên số 8 tại Ma Cao trong năm nay. Tại Hồng Kông, lễ trao cờ tại Quảng trường Golden Bauhinia đã bị hủy do gió mạnh. [26] Prapiroon đổ bộ vào lúc 7:20 chiều. CST vào ngày 3 tháng 8.

Những cơn gió mạnh do bão gây ra 70% các chuyến bay bị hủy bỏ, bị trì hoãn hoặc chuyển hướng tại Sân bay Quốc tế Hồng Kông, cao nhất kể từ khi mở cửa vào năm 1999. Tuy nhiên, sân bay vẫn mở trong suốt hành trình bão và nhiều chuyến bay hạ cánh thành công hoặc cất cánh vào ngày 3 tháng 8. Các chuyến bay nội địa được chuyển hướng đến các sân bay gần đó và các chuyến bay ra nước ngoài bị hủy hoặc hoãn lại. [27] Trên mảnh đất đổ bộ ở tỉnh Quảng Đông, Trung Quốc, nó đã buộc phải sơ tán khoảng 660.000 người và gây thiệt hại khoảng 5,4 tỷ nhân dân tệ Trung Quốc. 77 người đã bị giết chết. [28] Nó cũng ảnh hưởng đến Hồ Nam, Quảng Tây và Hải Nam. Prapiroon bị thoái hóa thành một khu vực có áp lực thấp vào ngày 6 tháng 8.

### Áp thấp nhiệt đới Non-NHMS 07 (khí tượng Trung Quốc)
Cấp bão (Việt Nam): không cảnh báo.
Cấp bão (Nhật Bản): không cảnh báo.
Cấp bão (Hoa Kỳ): không cảnh báo.
cấp bão (Trung Quốc): 30 hải lý / 1 giờ - áp thấp nhiệt đới. Áp suất:970 mbar (hPa).

### Bão Maria
Cấp bão (Việt Nam): cấp 13 - bão cuồng phong.
Cấp bão (Nhật Bản): 70 hải lý / 1 giờ - bão cuồng phong. Áp suất:975 mbar (hPa).
Cấp bão (Hoa Kỳ): 60 hải lý / 1 giờ - bão nhiệt đới.
Maria hình thành từ một áp thấp nhiệt đới trên vùng nước rộng mở của Tây Thái Bình Dương. Vào ngày 5 tháng 8, JMA đã phân loại trầm cảm như một cơn bão nhiệt đới trong khi JTWC giữ nó như một sự trầm cảm. [29] [30] Cơn bão nhanh chóng tăng cường thành một cơn bão vào ngày hôm sau, đạt cường độ đỉnh cao với vận tốc gió 130 km / h (80 dặm / giờ) vào đầu tháng 8. Cơn bão dần yếu đi khi nó bắt đầu tái phát, khiến nó song song với bờ biển phía đông nam Nhật Bản . Vào ngày 9 tháng 8, Maria đã suy yếu thành một áp thấp nhiệt đới và sau đó trở thành một cơn bão nhiệt đới trước khi tan biến vào ngày 15 tháng 8. [29] Maria chỉ có những tác động nhỏ ở Nhật Bản, chủ yếu là những trận mưa lớn, ước tính đã đạt đỉnh trên 400 mm (15,7 in) trên bán đảo Izu. [31] Một người đã bị giết sau khi bị sét đánh và sáu người khác bị thương. [32] [33] [34]

### Bão Saomai (Juan)
Cấp bão (Việt Nam): cấp 17 - bão cuồng phong.
Cấp bão (Nhật Bản): 110 hải lý / 1 giờ - bão cuồng phong. Áp suất:920 mbar (hPa).
Cấp bão (Hoa Kỳ): 140 hải lý / 1 giờ - siêu bão cấp 5.
JTWC đã xác định một áp thấp nhiệt đới gần quần đảo Caroline vào cuối ngày 4 tháng 8 UTC. JMA đã chỉ định nó vào lúc 12 giờ sáng theo giờ UTC ngày 5 tháng 8. Chín giờ sau, JTWC nâng cấp áp thấp nhiệt đới 08W lên cơn bão nhiệt đới, ba giờ trước khi JMA đặt tên là Saomai. Tên là từ tiếng Việt "sao Mai", có nghĩa là "Sao Mai", [35] ám chỉ đến hành tinh Kim tinh.
JTWC đã chỉ định cho nó một cơn bão vào lúc 3 giờ chiều. UTC ngày 6 tháng 8. JMA nâng cấp Saomai lên một cơn bão nhiệt đới nghiêm trọng lúc 6 giờ tối. UTC, và khi nó tiếp tục tăng cường, nó đã được nâng cấp lên một cơn bão chỉ 12 giờ sau đó. Saomai đã đi vào Khu vực Trách nhiệm của PAGASA vào ngày 8 tháng Tám và được đặt tên là Typhoon Juan bởi PAGASA. Vào ngày 8 tháng 8, cơn bão đã trải qua sự phát triển bùng nổ, và đến ngày 9 tháng 8 nó đã trở thành cơn bão siêu hạng tương đương loại 5.
Saomai đã đổ bộ vào Chiết Giang, Trung Quốc vào ngày 10 tháng 8 với sức gió duy trì tối đa 115 hải lý (trung bình 1 phút), mạnh hơn Chanchu hồi đầu mùa này. Saomai chịu trách nhiệm cho ít nhất 458 ca tử vong, chủ yếu ở Trung Quốc, và thiệt hại 2,5 tỷ đô la (2006 USD). 
Tên bão Saomai đã bị khai tử và bị đổi thành Sontinh.

### Bão Bopha (Inday) (Bão số 4)
Cấp bão (Việt Nam): cấp 10 ~ cấp 11 - bão nhiệt đới dữ dội.
Cấp bão (Nhật Bản): 55 hải lý / 1 giờ - bão nhiệt đới dữ dội. Áp suất:980 mbar (hPa).
Cấp bão (Hoa Kỳ): 55 hải lý / 1 giờ - bão nhiệt đới.

### Bão Wukong
Cấp bão (Việt Nam): cấp 10 ~ cấp 11 - bão nhiệt đới dữ dội.
Cấp bão (Nhật Bản): 50 hải lý / 1 giờ - bão nhiệt đới dữ dội. Áp suất:980 mbar (hPa).
Cấp bão (Hoa Kỳ): 55 hải lý / 1 giờ - bão nhiệt đới.

### Bão Sonamu (Katring)
Cấp bão (Việt Nam): cấp 8 ~ cấp 9 - bão nhiệt đới.
Cấp bão (Nhật Bản): 35 hải lý / 1 giờ - bão nhiệt đới. Áp suất:992 mbar (hPa).
Cấp bão (Hoa Kỳ): 45 hải lý / 1 giờ - bão nhiệt đới.

### Áp thấp nhiệt đới 13W
Cấp bão (Việt Nam): cấp 6 - áp thấp nhiệt đới.
Cấp bão (Nhật Bản): không cảnh báo.
Cấp bão (Hoa Kỳ): 30 hải lý / 1 giờ - áp thấp nhiệt đới. Áp suất:1000 mbar (hPa).

### Bão Ioke
Cấp bão (Việt Nam): cấp 17 - bão cuồng phong.
Cấp bão (Nhật Bản): 110 hải lý / 1 giờ - bão cuồng phong. Áp suất:915 mbar (hPa).
Cấp bão (Hoa Kỳ): 140 hải lý / 1 giờ - siêu bão cấp 5.
Vào ngày 27 tháng 8, cơn bão Ioke, ở Trung tâm Thái Bình Dương, đã vượt qua Tuyến ngày Quốc tế và vào Khu vực Trách nhiệm của Cơ quan Khí tượng Nhật Bản vào khoảng 6 giờ sáng giờ UTC, giữ tên của nó trong khi được phân loại lại thành Typhoon Ioke. Ioke trước đó đã ảnh hưởng đến đảo san hô Johnston. Vào ngày 31 tháng 8, trung tâm của cơn bão băng qua rất gần Đảo Wake; 200 người đã được sơ tán khỏi đó trước khi tiếp cận nó. [45] Typhoon Ioke sau đó đi qua phía đông bắc của Minami Torishima, nơi đã được sơ tán trước cơn bão, nhưng như một cơn bão tương đương loại 3 bị suy yếu. Ioke sau đó quay về phía đông bắc, suy yếu khi nó bắt đầu trải qua quá trình chuyển đổi extratropical. JMA đã đưa ra lời khuyên cuối cùng vào ngày 7 tháng 9. Những tàn dư ngoại lai của Ioke đã di chuyển vào Biển Bering, nơi nó gây ra xói mòn bãi biển nghiêm trọng dọc theo bờ biển phía tây Alaska. [46]

### Bão nhiệt đới SSHWS
Cấp bão (Việt Nam): không cảnh báo.
Cấp bão (Nhật Bản): không cảnh báo.
Cấp bão (Hoa Kỳ): 40 hải lý / 1 giờ - bão nhiệt đới. Áp suất:999 mbar (hPa).

### Bão Shanshan (Luis)
Cấp bão (Việt Nam): cấp 15 ~ cấp 16 - bão cuồng phong.
Cấp bão (Nhật Bản): 110 hải lý / 1 giờ - bão cuồng phong. Áp suất:920 mbar (hPa).
Cấp bão (Hoa Kỳ): 120 hải lý / 1 giờ - bão cuồng phong cấp 4.
Đài thiên văn Hồng Kông đã xác định một áp thấp nhiệt đới cách Yap khoảng 460 km về phía bắc vào ngày 9 tháng 9, cùng ngày JMA nhận ra nó. JTWC tuyên bố sự hình thành của suy thoái nhiệt đới 14W vào ngày hôm sau. Vào chiều ngày 10 tháng 9, nó vào PAGASA AOR và được đặt tên là Luis. Sau đó lúc 12 giờ tối UTC cùng ngày, JMA nâng cấp áp thấp nhiệt đới lên Tropical Storm Shanshan. Cái tên Shanshan được Hong Kong đóng góp và là tên của một cô gái. Shanshan nhanh chóng tăng cường và được nâng cấp thành một cơn bão nhiệt đới nghiêm trọng vào ngày 11 tháng 9 và một trận bão vào cuối ngày hôm đó. Shanshan suy yếu một chút vào ngày 14 tháng 9, nhưng nhanh chóng được tăng cường và đạt được trạng thái Hạng 4 trên thang đo của JTWC. Sơn Sơn đã đi qua Quần đảo Yaeyama vào những giờ sáng sớm ngày 16 tháng 9. JTWC báo cáo rằng Sơn Sơn đã trở nên ngoại lai sớm vào ngày 17 tháng 9, khi cơn bão suy yếu đến một cơn bão nhiệt đới. JTWC đã ban hành tư vấn cuối cùng về Shanshan sau ngày hôm đó, và JMA đã ban hành lời khuyên cuối cùng của nó vào ngày 18 tháng 9, sau khi Shanshan hoàn thành quá trình chuyển đổi ngoài nhiệt đới.
Khi Shanshan gần Đài Loan, Cục thời tiết Trung ương và các quan chức địa phương cảnh báo về lũ lụt và gió lớn. Tuy nhiên, khi Shanshan quay sang Nhật Bản, tất cả các cảnh báo đã bị hủy bỏ. Các nhà dự báo Hàn Quốc cũng đã ban hành các cảnh báo trước một dự kiến hạ cánh, nhưng điều này đã không xảy ra. Các tàu được chuyển hướng khi các cảng đóng cửa để phòng ngừa, trong khi một số tàu thuyền khác bị buộc phải neo đậu. Tại Nhật Bản, hơn 90.000 người đã được sơ tán khỏi tỉnh Yamaguchi.

Hơn 200 người bị thương bởi Sơn Sơn và 11 người thiệt mạng, chủ yếu ở Kyūshū, mặc dù hai người chết đã được báo cáo tại Hàn Quốc. Một cơn lốc xoáy sinh ra bởi cơn bão gây ra một trật bánh tàu ở Nobeoka, Miyazaki, Nhật Bản mà không gây tử vong. Đỉnh cao trên Iriomote đạt 155 mph (248 km / h). Các chuyến bay và tàu hỏa bị trì hoãn, trong khi điện bị cắt giảm khoảng 3000 ngôi nhà ở Hàn Quốc. Một con tàu cũng đánh chìm Ulleungdo. [48]

### Áp thấp nhiệt đới 15W
Cấp bão (Việt Nam): không cảnh báo.
Cấp bão (Nhật Bản): không cảnh báo.
Cấp bão (Hoa Kỳ): 30 hải lý / 1 giờ - áp thấp nhiệt đới. Áp suất:1000 mbar (hPa).

### Bão Yagi
Cấp bão (Việt Nam): cấp 16 - bão cuồng phong.
Cấp bão (Nhật Bản): 105 hải lý / 1 giờ - bão cuồng phong. Áp suất:910 mbar (hPa).
Cấp bão (Hoa Kỳ): 140 hải lý / 1 giờ - siêu bão cấp 5.

Trung tâm Cảnh báo Typhoon đã xác định một khu vực có thời tiết xáo trộn ở phía đông bắc của Chuuk vào ngày 13 tháng 9. Sự xáo trộn trôi dạt về phía bắc trong vài ngày tới, dần dần gia tăng trong tổ chức. JTWC đã ban hành một Báo cáo Hình thành Cơn bão Nhiệt đới về sự xáo trộn vào ngày 16 tháng 9 và cả JTWC và JMA đã tuyên bố hệ thống này là một áp thấp nhiệt đới vào đầu ngày 17 tháng 9. JMA đã nâng cấp nó lên Tropical Storm Yagi vào sáng hôm sau. Thái Bình Dương, và JTWC nhanh chóng theo sau. Cái tên Yagi được Nhật Bản gửi và có nghĩa là Capricornus (dê). Yagi đã được JMA nâng cấp thành cơn bão nhiệt đới nghiêm trọng vào ngày 18 tháng 9 và JTWC đã chỉ định nó là một cơn bão vào cuối ngày hôm đó. JMA đã chính thức nâng cấp Yagi lên trạng thái bão sớm vào ngày 19 tháng 9. Yagi đã được JTWC nâng cấp một cách nhanh chóng lên cơn bão siêu từ ngày 21 đến ngày 22 tháng 9. Vào ngày 23 tháng 9, JTWC báo cáo rằng Yagi đang trở nên ngoại lai vì nó tiếp tục suy yếu và ban hành cảnh báo cuối cùng vào ngày hôm sau. JMA đã hạ cấp Yagi xuống một cơn bão nhiệt đới nghiêm trọng vào ngày 24 tháng 9. Đây là cơn bão nhiệt đới thứ ba ở lưu vực Tây Bắc Thái Bình Dương đạt trạng thái hạng 5 vào năm 2006. Nó bắt đầu tái phát gần Chichi-jima, và không bao giờ ảnh hưởng đến các khu vực đất lớn. Nó đã trở thành extratropical gần Aleutians phía tây vào ngày 25 tháng 9. tàn dư extratropical của nó vượt qua lưu vực vào ngày 27 tháng 9.

### Áp thấp nhiệt đới 17W (Bão số 5)
Cấp bão (Việt Nam): cấp 8 - bão nhiệt đới.
Cấp bão (Nhật Bản): không cảnh báo.
Cấp bão (Hoa Kỳ): 30 hải lý / 1 giờ - áp thấp nhiệt đới. Áp suất:1000 mbar (hPa).

### Bão Xangsane (Milenyo) (Bão số 6)
Cấp bão (Việt Nam): cấp 14 ~ cấp 15 - bão cuồng phong.
Cấp bão (Nhật Bản): 95 hải lý / 1 giờ - bão cuồng phong. Áp suất:935 mbar (hPa).
Cấp bão (Hoa Kỳ): 125 hải lý / 1 giờ - bão cuồng phong cấp 4.
Vào ngày 25 tháng 9, Cơ quan Quản lý Dịch vụ Khí quyển Địa vật lý và Thiên văn học Philippine (PAGASA) đã đặt tên cho một khu vực áp lực thấp đang hoạt động trong phạm vi trách nhiệm của mình là suy thoái nhiệt đới Milenyo. Sau khi ban hành một Cảnh báo Hình thành Cyclone Nhiệt đới trước đó, Trung tâm Cảnh báo Typhoon đã ban hành cảnh báo đầu tiên về Áp thấp nhiệt đới 18W. Vào ngày 26 tháng 9, Cơ quan Khí tượng Nhật Bản đã đặt tên cho hệ thống này là Xangsane. Cái tên Xangsane do Lào gửi và có nghĩa là voi. Cuối ngày hôm đó, JMA nâng cấp Xangsane thành một cơn bão nhiệt đới nghiêm trọng. Sau đó, cả ba cơ quan, JMA, JTWC và PAGASA đều nâng cấp cơn bão lên cơn bão vào cuối ngày 26 tháng 9 hoặc đầu ngày 27 tháng 9. Xangsane đổ bộ vào đảo Samar như một cơn bão nhiệt đới nghiêm trọng.
Cơn bão đã giảm lượng mưa lớn ở Philippines. Để tránh bão, các cơ quan chuyên chở quá cảnh đã lưu giữ biển tại một số cảng trong quần đảo, khiến hơn 3.500 hành khách bị mắc kẹt. [49] Xangsane cũng thúc giục các quan chức Philippines đóng cửa tất cả các trường học, thị trường tài chính và các văn phòng chính phủ trong và xung quanh Manila. Cơn bão đã giết chết hơn 200 người trong cả nước, và tạo ra những cơn gió mạnh và lượng mưa, làm suy giảm đường dây điện và gây ra dòng chảy bùn. Những cơn gió mạnh đã gây ra thiệt hại cây trồng vừa phải lên đến 7,2 triệu USD (2006 USD). [50]

Xangsane đổ bộ vào một cơn bão gần Huế sớm vào ngày 1 tháng 10. JTWC đã ngừng cấp tư vấn ngay sau đó, và JMA đã hạ nó xuống một cơn bão nhiệt đới nghiêm trọng. Xangsane đã giết 71 người tại Việt Nam.

### Bão Bebinca (Neneng)
Cấp bão (Việt Nam): cấp 10 - bão nhiệt đới dữ dội.
Cấp bão (Nhật Bản): 50 hải lý / 1 giờ - bão nhiệt đới dữ dội. Áp suất:980 mbar (hPa).
Cấp bão (Hoa Kỳ): 35 hải lý / 1 giờ - bão nhiệt đới.

### Bão Rumbia
Cấp bão (Việt Nam): cấp 9 - bão nhiệt đới.
Cấp bão (Nhật Bản): 45 hải lý / 1 giờ - bão nhiệt đới. Áp suất:985 mbar (hPa).
Cấp bão (Hoa Kỳ): 30 hải lý / 1 giờ - áp thấp nhiệt đới.

### Bão Soulik
Cấp bão (Việt Nam): cấp 13 - bão cuồng phong.
Cấp bão (Nhật Bản): 75 hải lý / 1 giờ - bão cuồng phong. Áp suất:955 mbar (hPa).
Cấp bão (Hoa Kỳ): 90 hải lý / 1 giờ - bão cuồng phong cấp 2.

### Áp thấp nhiệt đới Ompong
Cấp bão (Việt Nam): không cảnh báo.
Cấp bão (Nhật Bản): không cảnh báo.
Cấp bão (Hoa Kỳ): không cảnh báo.
Cấp bão (philippine): 30 hải lý / 1 giờ - áp thấp nhiệt đới. Áp suất:1000 mbar (hPa).

### Bão Cimaron (Paeng) (Bão số 7)
Cấp bão (Việt Nam): cấp 15 ~ cấp 16 - bão cuồng phong.
Cấp bão (Nhật Bản): 100 hải lý / 1 giờ - bão cuồng phong. Áp suất:920 mbar (hPa).
Cấp bão (Hoa Kỳ): 140 hải lý / 1 giờ - siêu bão cấp 5.
Một sự xáo trộn di chuyển theo hướng tây-tây bắc trong hai ngày tới và dần dần được tổ chức tốt hơn, và Trung tâm Cảnh báo Typhoon đã đưa ra một Cảnh báo Hình thành Cơn bão Nhiệt đới trên hệ thống vào ngày 26 tháng 10. hệ thống đã được chỉ định áp thấp nhiệt đới 22W bởi JTWC vào cuối ngày hôm đó. Hệ thống tiếp tục tăng cường, và JTWC nâng cấp nó lên một cơn bão nhiệt đới vào ngày 27 tháng 10. Cơ quan Khí tượng Nhật Bản sau đó đã theo sau và chỉ định hệ thống Cimaron Tropical Storm. Cái tên Cimaron đã được Philippines gửi đi và là một loại bò hoang dã. Hệ thống này nhanh chóng được tăng cường và được JMA nâng cấp lên một cơn bão nhiệt đới nghiêm trọng vào cuối ngày hôm đó. Hệ thống tiếp tục tăng cường nhanh chóng và được nâng cấp lên cơn bão bởi cả JTWC và JMA vào ngày 28 tháng 10. Sự tăng cường sâu hơn xảy ra qua đêm, và cơn bão đã nhanh chóng làm sâu thêm 65 hPa trong 24 giờ, từ 985 hPa đến 920 hPa, khiến JTWC phải nâng cấp nó lên một siêu bão 140 hải lý lúc 9 giờ sáng UTC vào ngày 29 tháng 10. Nó đổ bộ vào khoảng 12:30 chiều. UTC cùng ngày trên Bắc Luzon. Ở đó, đặc biệt là ở tỉnh Isabela, nó đã thổi bay gió tới 195 km / h và gusts lên tới 230 km / h. [62] Trên thực tế, tất cả hoặc một phần của bốn tỉnh (Isabela, Quirino, Cagayan và Aurora) được tuyên bố theo Tín hiệu số 4 khi cơn bão tấn công hòn đảo. [63]
Cimaron sau đó lại tăng cường sau khi vượt qua hòn đảo, nhưng không phải là sức mạnh ban đầu của nó, và được dự kiến sẽ hướng về phía Hải Nam, thay vì di chuyển về phía Việt Nam như dự báo trước đây. Vào ngày 1 tháng 11, JTWC đã nâng cấp cơn bão trở lại cơn bão tương đương loại 3 và dự báo rằng nó sẽ ảnh hưởng trực tiếp đến Hồng Kông. Tuy nhiên, các mô hình dự báo cho thấy các dự báo mâu thuẫn, và Cimaron vẫn gần như yên tĩnh và suy yếu đến một cơn bão nhiệt đới nghiêm trọng vào ngày 2 tháng 11. Việc hút khí khô gây ra suy yếu hơn nữa, với JTWC thả nó xuống một cơn bão nhiệt đới tối thiểu lúc 3 giờ chiều. UTC ngày hôm sau. Nó suy yếu hơn nữa, tự nâng lên. JTWC đã đưa ra cảnh báo cuối cùng vào lúc 3 giờ chiều UTC vào ngày 4 tháng 11. JMA tiếp tục tư vấn cho Cimaron cho đến 12 giờ tối theo giờ UTC ngày 6 tháng 11, khi nó bị hạ cấp xuống một áp thấp nhiệt đới yếu.

Cơn bão đã giết chết ít nhất 19 người, nhiều người trong số họ bị chết đuối, và để lại 15 người mất tích ở miền bắc Philippines. Nó cũng giết chết một người phụ nữ và đứa con của mình sau khi cả hai bị tấn công bởi một tấm sắt mạ kẽm ở Dilasag, tỉnh Aurora, là nạn nhân đầu tiên. [64] Hơn nữa thương vong xảy ra khi cơn bão đi qua Luzon. [65] Mặc dù vậy, tuy nhiên, các lớp học ở Metro Manila vẫn không bị đình chỉ. [66] Nó cũng gây thiệt hại ít nhất 9 triệu USD. [67] 90% các ngôi nhà bị hư hại tại một thị trấn ven biển gần nơi Cimaron đổ bộ. [68] Sau hậu quả của cơn bão trên khắp Philippines, Cơ quan Hợp tác Phát triển Quốc tế Thụy Điển đã đóng góp 2,5 triệu krona Thụy Điển (350.000 đô la Mỹ) để hỗ trợ các nỗ lực. [69]

### Bão Chebi (Queenie) (Bão số 8)
Cấp bão (Việt Nam): cấp 14 ~ cấp 15 - bão cuồng phong.
Cấp bão (Nhật Bản): 95 hải lý / 1 giờ - bão cuồng phong. Áp suất:925 mbar (hPa).
Cấp bão (Hoa Kỳ): 125 hải lý / 1 giờ - bão cuồng phong cấp 4.
Một khu vực thời tiết bị xáo trộn phát triển về phía đông quần đảo Mariana vào ngày 31 tháng 10 và di chuyển theo hướng tây-tây bắc trong tuần tới mà không có bất kỳ sự gia tăng nào trong tổ chức do môi trường bất lợi cho đến ngày 6 tháng 11. Cơ quan tuyên bố nó là một áp thấp nhiệt đới vào ngày 8 tháng 11. Trung tâm Cảnh báo Typhoon đã ban hành một Cảnh báo Hình thành Cơn bão Nhiệt đới trên hệ thống vào cuối ngày hôm đó, và PAGASA đã đặt tên cho hệ thống Tropical Depression Queenie ngay sau đó. JTWC đã phân loại nó như là áp thấp nhiệt đới 23W sớm vào ngày 9 tháng 11. Theo JTWC, thiếu dòng chảy xích đạo đã ngăn chặn sự tăng cường nhanh chóng của hệ thống. Cuối ngày hôm đó lúc 12 giờ tối UTC, JMA đã nâng cấp nó lên một cơn bão nhiệt đới có tên là Chebi. Tên Jebi, chính tả chính xác có nghĩa là nuốt bằng tiếng Hàn. Cả JTWC và PAGASA đều theo sau phù hợp vào cuối ngày hôm đó. Vào đầu ngày 10 tháng 11, JMA đã nâng cấp Chebi lên một cơn bão nhiệt đới nghiêm trọng khi nó tiếp tục di chuyển về phía tây về phía Philippines, theo sau một ca khúc tương tự như Cimaron Typhoon trước đó trong mùa giải.
Chỉ vài giờ sau đó, JMA đã nâng cấp Chebi từ cơn bão nhiệt đới nghiêm trọng với cơn gió kéo dài 10 phút 55 hải lý đến một cơn bão với sức gió 95 hải lý, với áp lực giảm 40 hPa trong ba giờ. JTWC theo sau phù hợp, tăng cường Chebi từ một cơn bão nhiệt đới với gió kéo dài 1 phút 55 hải lý đến cơn bão tương đương loại 4 lúc 9 giờ sáng theo giờ UTC. PAGASA đã đưa ra Tín hiệu Cảnh báo Bão công cộng số 4 cho ba tỉnh ở Luzon, khiến Chebi là cơn bão thứ hai (cơn bão Cimaron phục vụ như là cơn bão đầu tiên trong năm đó) trong nhiều tuần để buộc Tín hiệu số 4. Sau khi nhanh chóng làm sâu sắc thêm, Chebi suy yếu khi tiếp cận Philippines. Nó đổ bộ lần đầu tiên gần Casiguran, Aurora vào đầu ngày 11 tháng 11, vượt qua vịnh Lingayen và vùng đất thứ hai của nó trên Barangay Lucap, thành phố Alaminos khoảng 8 giờ sau đó.
Gặp phải sự cản trở không khí khô và tăng gió cắt dọc ở Biển Đông, Chebi bắt đầu suy yếu dần dần thành một cơn bão nhiệt đới nghiêm trọng vào ngày 12 tháng 11. Nó tiếp tục suy yếu, quay về phía bắc về phía Hải Nam và bị giáng xuống một cơn bão nhiệt đới vào ngày hôm sau. Vào ngày 14 tháng 11, JMA đã đưa ra lời khuyên cuối cùng về sự trầm cảm nhiệt đới tiêu tan. JTWC đã đưa ra cảnh báo cuối cùng sau cùng ngày khi Chebi tiêu tan dưới sự cắt giảm mạnh mẽ.

Tất cả đã nói, cơn bão gây ra thêm thương vong cũng như thiệt hại gây ra bởi cơn bão Cimaron trước đó. Sau khi đi qua Luzon, nó để lại 1 người chết và 10 người bị thương. [70] Ở tỉnh Aurora, nó gây ra lũ lụt, cắt giảm hệ thống đường bộ của tỉnh, [71] cũng như khả năng hiển thị bằng không, tiếp tục cô lập nó khỏi những nỗ lực cứu trợ. [

### Bão Durian (Reming) (Bão số 9)
Cấp bão (Việt Nam): cấp 16 - bão cuồng phong.
Cấp bão (Nhật Bản): 105 hải lý / 1 giờ - bão cuồng phong. Áp suất:915 mbar (hPa).
Cấp bão (Hoa Kỳ): 135 hải lý / 1 giờ - siêu bão cấp 4.
Một khu vực thời tiết xáo trộn phát triển về phía đông nam của Chuuk vào ngày 24 tháng 11. Gió cắt gần sự xáo trộn sớm giảm, cho phép sự trầm cảm để tổ chức một chút. Nó đã được chỉ định là một áp thấp nhiệt đới của Cơ quan Khí tượng Nhật Bản vào ngày 25 tháng 11, và sau đó ngày Trung tâm Cảnh báo Typhoon bắt đầu đưa ra cảnh báo trên hệ thống khi nó di chuyển theo hướng tây-tây bắc về phía Yap. Bệnh trầm cảm được tăng cường bởi vì nó ở trong một khu vực có nhiệt độ cao trên mặt biển, và có những đặc điểm đám mây khác biệt của dòng chảy ngược lại, theo JMA. Nó được nâng cấp thành một cơn bão nhiệt đới vào chiều ngày 26 tháng 11 và đặt tên là Durian. Tên Durian đề cập đến một loại trái cây, "Durio zibethinus", và đã được gửi đến danh sách đặt tên của Thái Lan.
Di chuyển theo hướng tây sang tây-tây bắc, Durian tăng cường từ từ. Nó đã trở thành một cơn bão nhiệt đới nghiêm trọng vào ngày 27 tháng 11, và ngày hôm sau nó được đặt tên là Reming bởi PAGASA khi nó bước vào Khu vực trách nhiệm của Philippines. Sau ngày 28 tháng 11, cả JMA và JTWC đã nâng cấp nó lên một cơn bão khi nó tiếp tục theo dõi Philippines. Một cơn tăng cường nhanh chóng xảy ra vào ngày 29 tháng 11, khiến JMA nâng cấp cơn bão lên 100 hải lý với cường độ gió, và JTWC cho nó một phân loại Dvorak 6,5 (127 kn) trong một sửa chữa vệ tinh. Trong 6 giờ, Durian tăng cường từ 90 kn 1 phút duy trì gió đến 125 kn gió. JTWC sau đó dự báo một cú đánh trực tiếp trên Metro Manila vào cuối ngày hôm đó khi nó nâng cấp cơn bão lên một cơn bão siêu. PAGASA đã tăng tín hiệu cảnh báo bão công cộng 4, mức cảnh báo cao nhất, qua Catanduanes, Albay, Camarines Norte và Camarines Sur. Đây là lần thứ ba trong năm 2006, và lần thứ ba liên tiếp, PAGASA đã đưa ra Tín hiệu số 4. Durian bắt đầu suy yếu một chút khi nó tiếp cận đất, trải qua một chu kỳ thay thế kính mắt, nhưng nhanh chóng lấy lại sức mạnh đỉnh.
PAGASA tuyên bố rằng cơn bão đổ bộ vào buổi sáng ngày 30 tháng 11 trên miền nam Catanduanes, mặc dù JMA và JTWC không nhận ra vùng đất này. Sầu riêng sau đó đã tạo ra một vùng đất khác sau khi băng qua vịnh Lagonoy ở phía đông bắc Albay. Sau khi suy yếu do sự tương tác với đất đai, Durian đã bị JTWC hạ cấp xuống một cơn bão. Cơn bão tiếp tục di chuyển về phía tây, tạo ra những cạm bẫy trên Bán đảo Bondoc ở Quezon, trên Marinduque và cuối cùng trên Oriental Mindoro trước khi xuất cảnh đến Biển Đông.
Gặp phải sự cản trở không khí khô và cắt gió theo chiều dọc, Durian đã suy yếu một chút lúc đầu, nhưng dần dần bắt đầu tổ chức lại và tăng cường khi nó gần Việt Nam. Durian bắt đầu quay hơi hướng tây nam về Nha Trang và thành phố Hồ Chí Minh vào ngày 3 tháng 12. Cuối cùng, Durian bắt đầu yếu đi một lần nữa, và đến ngày 4 tháng 12, JMA đã hạ nó xuống một cơn bão nhiệt đới nghiêm trọng. Cơn bão duy trì cường độ khi nó chạy dọc theo bờ biển Việt Nam di chuyển về phía tây nam. Sau một thời gian ngắn thứ hai về sức mạnh bão, Durian cuối cùng đã đổ bộ vào tỉnh Bến Tre vào ngày 5 tháng 12. Hệ thống này nhanh chóng suy yếu trên đất liền, và JMA đã hạ nó xuống một cơn bão nhiệt đới. JMA và JTWC đã ban hành các tư vấn cuối cùng của họ vào cuối ngày hôm đó khi Durian nổi lên vịnh Thái Lan như một áp thấp nhiệt đới yếu. Những tàn dư của Durian sau đó băng qua bờ biển phía nam Thái Lan khi nó di chuyển vào vịnh Bengal.

Cơn bão đã giết chết ít nhất 720 người ở Philippines. [73] Thiệt hại lớn nhất xảy ra ở tỉnh Albay nơi bão tạo ra lở đất tro núi lửa và đá cuội ngoài núi lửa Mayon. [74] Padang barangay của Legazpi City bị ảnh hưởng nặng nề với một phần lớn thị trấn được bao phủ trong bùn đến mái nhà. Ít nhất 81 người đã chết và 16 người mất tích ở Việt Nam do bão. [75]

### Bão Utor (Seniang) (Bão số 10)
Cấp bão (Việt Nam): cấp 14 - bão cuồng phong.
Cấp bão (Nhật Bản): 85 hải lý / 1 giờ - bão cuồng phong. Áp suất:945 mbar (hPa).
Cấp bão (Hoa Kỳ): 100 hải lý / 1 giờ - bão cuồng phong cấp 3.
Vào ngày 2 tháng 12, một khu vực đối lưu được phát hiện bởi Trung tâm cảnh báo bão Typhoon phía đông nam của Chuuk. Mặc dù đối lưu giảm trong vài giờ tới, vào ngày 5 tháng 12, JTWC lại một lần nữa ghi nhận sự đối lưu sâu sắc, và vào cuối ngày 6 tháng 12, một Cảnh báo Hình thành Cơn bão Nhiệt đới đã được ban hành. Vào sáng ngày 7 tháng 12, cả Cơ quan Khí tượng JTWC và Nhật Bản - RSMC Tokyo đều báo cáo rằng một áp thấp nhiệt đới đã hình thành. Ngay sau đó, trầm cảm bước vào khu vực trách nhiệm của PAGASA, người đặt tên nó là Seniang. Sự trầm cảm tăng cường suốt cả ngày, và JMA đã nâng cấp nó lên Bão nhiệt đới Utor vào cuối ngày hôm đó. Tên Utor đã được gửi bởi Hoa Kỳ thay mặt cho Quần đảo Marshall, và là một từ Marshall cho squall line.Signal số 3 đã được nâng lên ở các tỉnh Cebu, Leyte, Samar tỉnh
Vào ngày 8 tháng 12, JMA nâng cấp Utor lên một cơn bão nhiệt đới nghiêm trọng. Nó tăng cường hơn nữa và được JMA nâng cấp lên một cơn bão vào sáng ngày 9 tháng 12, với PAGASA và JTWC cũng làm như vậy. Cơn bão đổ bộ ngay sau buổi trưa giờ địa phương cùng ngày. Sau khi băng qua Philippines, Utor đã theo dõi tương tự như bão Chebi vào tháng 11, lần đầu tiên di chuyển về phía tây bắc rồi đe dọa nhắm tới Hồng Kông. Nó được tăng cường trở lại một cơn bão 85-kn, trước khi nó chậm lại khi nó theo dõi trong một môi trường lái yếu kém trong một điểm yếu trong sườn núi cận nhiệt đới. Sau đó nó bị suy yếu khi gió cắt tăng và sự cản trở không khí khô xảy ra. JMA đã hạ nó xuống một cơn bão nhiệt đới nghiêm trọng vào ngày 13 tháng 12 và đến một cơn bão nhiệt đới cùng ngày. Ngày hôm sau, JTWC hạ cấp bão xuống một cơn bão nhiệt đới và đưa ra lời khuyên cuối cùng.
Hội nghị thượng đỉnh ASEAN và Đông Á năm 2006, ban đầu dự kiến bắt đầu vào ngày 10 tháng 12, đã bị hoãn lại một tháng do cơn bão. [76] [77] Cơn bão Utor đã giết chết ít nhất 78 người và khiến 49 người khác mất tích ở Philippines. [78] Thiệt hại từ cơn bão được ước tính là 1,9 triệu USD (năm 2006 USD). [79]

Bão Utor bị đổ lỗi cho mưa lớn tới 350 mm trong vòng 24 giờ ở bán đảo Malaysia, đặc biệt là Johor, Negeri Sembilan, Melaka và Pahang, gây ra lũ lụt lớn trong khu vực phía Nam ngày 18 tháng 12 năm 2006, được coi là tồi tệ nhất trong lịch sử khu vực phía Nam Malaysia. [80] Tuy nhiên, cũng có báo cáo một vài ngày trước đó rằng thời tiết bất lợi không được đổ lỗi cho cơn bão. [81] Các khu vực bị ảnh hưởng nặng nhất là Segamat và Kota Tinggi, nơi cả hai thị trấn hoàn toàn không thể tiếp cận được bằng đường bộ sau khi tất cả các con đường chính dẫn đến những thị trấn này đều bị ngập lụt. [82] Cho đến ngày 24 tháng 12 năm 2006, lũ lụt đã cướp đi 8 mạng sống. [83]

### Bão Trami (Tomas)
Cấp bão (Việt Nam): cấp 9 - bão nhiệt đới.
Cấp bão (Nhật Bản): 35 hải lý / 1 giờ - bão nhiệt đới. Áp suất:1000 mbar (hPa).
Cấp bão (Hoa Kỳ): 30 hải lý / 1 giờ - áp thấp nhiệt đới.

## Tên gọi của bão

### Tên quốc tế
Các xoáy thuận nhiệt đới được đặt tên theo danh sách bên dưới do Trung tâm khí tượng khu vực chuyên biệt ở Tokyo, Nhật Bản, khi một xoáy thuận đạt đến độ mạnh của bão. Các tên gọi do các thành viên của ESCAP/WMO Typhoon Committee đề xuất. Mỗi nước trong số 14 nước và vùng lãnh thổ thành viên đưa ra 10 tên gọi, được sử dụng theo thứ tự ABC, bằng tên tiếng Anh của quốc gia đó. Sau đây là các tên gọi đã đặt cho các cơn bão năm 2006.
| - Chanchu (0601) - Jelawat (0602) - Ewiniar (0603) - Bilis (0604) - Kaemi (0605) - Prapiroon (0606) | - Maria (0607) - Saomai (0608) - Bopha (0609) - Wukong (0610) - Sonamu (0611) - Shanshan (0613) | - Yagi (0614) - Xangsane (0615) - Bebinca (0616) - Rumbia (0617) - Soulik (0618) - Cimaron (0619) | - Chebi (0620) - Durian (0621) - Utor (0622) - Trami (0623) |

### Số hiệu cơn bão tại Việt Nam
Dưới đây là danh sách bão được trung tâm Dự báo Khí tượng Thủy văn Việt Nam đặt số hiệu trong năm 2006, kèm vùng đổ bộ.
- Bão số 1 (Chanchu) (đổ bộ Nam Trung Quốc)
- Bão số 2 (Jelawat) (đổ bộ Nam Trung Quốc)
- Bão số 3 (Prapiroon) (đổ bộ Nam Trung Quốc)
- Bão số 4 (Bopha) (đổ bộ Nam Trung Quốc)
- Bão số 5 (Áp thấp nhiệt đới 17W) (đổ bộ phía Bắc tỉnh Quảng Bình)
- Bão số 6 (Xangsane) (đổ bộ thành phố Đà Nẵng)
- Bão số 7 (Cimaron) (tan ở giữa biển Đông)
- Bão số 8 (Chebi) (tan ở ngoài khơi Quảng Bình-Thừa Thiên Huế)
- Bão số 9 (Durian) (đổ bộ vào Bến Tre)
- Bão số 10 (Utor) (tan ở giữa biển Đông)